# ユリウス・ハインリヒ・クラプロート

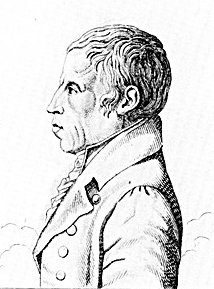
Julius Klaproth

ユリウス・ハインリヒ・クラプロート（Julius Heinrich Klaproth、1783年10月11日 - 1835年8月27日）は、19世紀のフランスで活躍したドイツ出身の東洋学者。父は化学者・鉱物学者であるマルティン・ハインリヒ・クラプロート(Martin Heinrich Klaproth,1743 – 1817)。

## 生涯
ユリウス・ハインリヒ・クラプロートは1783年10月11日、ドイツのベルリンに生まれる。父は高名な化学者・鉱物学者であるマルティン・ハインリヒ・クラプロートであったため、幼少期にはその影響で化学、鉱物学、植物学などに興味を持った。
14歳になると、東洋諸言語に対して強い興味を持つようになり、特に中国語にいたってはベルリンの王立図書館に所蔵されていた中国書物を読みあさり、自分で『中国語彙集(Vocabularium Characteristico-Sinico-Latinum...)』（未刊） を編纂するなど、後の東洋学に没頭する機縁となった。それからユリウスの中国語は格段に進歩し、19歳となった1802年、ユリウスは二巻四部からなる『アジア雑誌(Asiatisches Magazin)』を刊行し、その名を世に知らしめるとともに、識者の注目を引いた。この頃にユリウスはポーランドの貴族ポトツキ伯爵の知遇を得る。
1805年、ロシアでは黒竜江（アムール川）の帰属を解決するために、ゴロフキン伯爵率いる使節団を中国に派遣する話がもちあがり、ポトツキ伯爵が随行学術隊長に任命された。ポトツキ伯爵はロシア帝室アカデミーのアジア語アジア文学準会員の名目でユリウスを隊員に加え、一緒に随行させるとともに、かなりの程度に自由行動を許した。これによりユリウスはシベリア諸民族の言語、習俗、人種を調査し、キャフタでモンゴル語を習い、満州語を習熟し、大量の満漢語・チベット語・モンゴル語の書籍を手に入れることができた。
1807年、サンクトペテルブルクに戻ったユリウスは熱烈な歓迎のもと、3月11日格外の抜擢によりアカデミーの正会員に推され、9月15日にはコーカサスへ新たな調査に向かった。しかし、コーカサスの過酷な自然条件によって隊員を失い、自らも激しい病に襲われるなど、この調査は困難を極めた。ユリウスは1809年にペテルブルクに帰還した。
1810年、ユリウスは文部大臣からアカデミーの満漢書目録作成を委嘱され、翌年にはそれを印刷する活字鋳造を監督するため、ベルリンに派遣されたが、派遣期間が満了しても戻らなかったため、ユリウスはロシアにおける貴族の称号と学術上の地位を全て失ってしまう。
時にヨーロッパではナポレオン戦争の時代であり、ユリウスはボヘミアとシレジアを分かつ山中の小村バルムブルン(Warmbrunn)に避難して研究を続けた。その後イタリアに旅行し、エルバ島に追放されたナポレオン・ボナパルトを訪ねた。この時、ユリウスはかねてよりフランスでの生活を望んでいたらしく、ナポレオンから援助の約束とロシア辺境民族に関する著作の執筆依頼を受けたとされる。しかしナポレオンの再起はならず、この話は白紙となった。
フランスを諦められなかったユリウスは1815年、残りわずかな私財を投じてフランスへ渡り、パリにおいてヴィルヘルム・フンボルトの知遇を得た。これによりプロシア政府から教授の称号と高額な給与、さらに7万フランの出版経費を与えられ、パリ在住を認められた。以降、ユリウスは1835年8月27日の死去にいたるまで、パリで研究と出版に専念することとなる。

## 人物
ユリウス・クラプロートは事実一個の天才であったが、その完璧主義と自負心から他の研究者に対する論争・批判が多い。中でもウイグルの帰属をめぐるロシアのシュミットとの応酬、満文の理解に関するラングレス批判などはよく知られている。唯一、彼の批判を免れたのはレミュザくらいとされる。また、彼の人格と生活態度に対する悪評が方々からあり、パリでの私生活もかなりの放埓なもので、その早逝（51歳）の遠因もこのあたりかと推測されている。

## 著作
- 『ウイグル言語文字考(Abhandlung über die Sprache und Schrift der Uiguren)』（ベルリン、1812年、パリ再版：1820年）
- 『1807・08年のコーカサス及びグルジア旅行(Reise in den Kaukasus und nach Georgien in 1807 und 1808)』（ハレ・ベルリン、1812、1814年）
- 『コーカサス諸語(Kaukasussprachen)』（ハレ・ベルリン、1814年）
- 『東コーカサスの歴史と地理(Geographische und historische Beschreibung des östlichen Kaukasus)』（ワイマール、1814年）
- 『中国語辞書補遺』（パリ、1819年）
- 『アジア・ポリグロッタ(Asia polyglotta)』（パリ、1823年、増補改訂版：1829年）
- 『ミトリダテース』（未刊）
- 『アジア雑誌(Magazin Asiatiqie, ou Revue géographique et historique de l'Asie centrale et septentrionale)』（パリ、1825年）
- 『アジア歴史地図(Tableaux historiques de l'Asie)』（パリ、1826年）
- 『アジア論集(Mémoires relatifs à l'Asie)』（パリ、1826年 - 1828年）
- 『満文選(Chrestomathie mandchou)』（パリ、1828年）
- 『 日本王代一覧 (Annales des empereurs du Japon)』（パリ、1834年）

## 翻訳
- レオンチェフ『満文考(Lettres sur la littérature mandchou)』（パリ、1815年）
- ティムコフスキー『北京旅行記(Voyage à Pékin)』（パリ、1827年）
- イアキンフ・ビチューリン『西蔵志(Description du Tubet)』（パリ、1831年）
- ポトツキ伯爵『アストラカン草原及びコーカサス旅行記』（パリ、1829年）
- ティチング『日本王代一覧』（パリ、1834年）
- レミュザ『仏国記』（ランドレスと共同、パリ、1836年）

## 参考資料
- 高田時雄編『東洋学の系譜 欧米篇』（1996年、大修館書店、ISBN 4469231304）